# Антимонид натрия
Антимонид натрия — бинарное неорганическое соединение
натрия и сурьмы с формулой NaSb,
кристаллы.

## Получение
- Сплавление в инертной атмосфере (Ar) стехиометрических количеств чистых веществ:

{\displaystyle {\mathsf {Na+Sb\ {\xrightarrow {500^{o}C}}\ NaSb}}}

## Физические свойства
Антимонид натрия образует кристаллы
моноклинной сингонии,
пространственная группа P 21/c,
параметры ячейки a = 0,680 нм, b = 0,634 нм, c = 1,248 нм, β = 117,6°.